# Włodzimierz Maciąg
Włodzimierz Maciąg (ur. 3 stycznia 1925 w Brześciu nad Bugiem, zm. 13 września 2012 w Krakowie) – polski filolog polski, profesor nauk humanistycznych (1983), nauczyciel akademicki; historyk literatury, krytyk literacki, powieściopisarz.

## Życiorys
Był synem Jana Maciąga, legionisty, zawodowego oficera i nauczycielki Eugenii z Jabłońskich. Uczył się w szkole średniej w Lublinie, a w czasie wojny na tajnych kompletach. W 1943 roku wstąpił do AK. Od 1944 roku mieszkał w Kolbuszowej skąd, po wkroczeniu Armii Czerwonej, został z innymi żołnierzami AK, wywieziony do obozu w Borowiczach w obwodzie nowogrodzkim w Rosji.
Do Polski powrócił w 1946, zdał maturę i podjął studia polonistyczne na Uniwersytecie Jagiellońskim. W 1950 uzyskał magisterium i przez rok pracował jako nauczyciel w Liceum Ogólnokształcącym im. Tadeusza Kościuszki w Krakowie. W 1948 ożenił się z Danutą Bialicką, z którą rozwiódł się w 1954. W 1953 podpisał rezolucję ZLP w sprawie procesu krakowskiego.
W 1994 został uhonorowany Nagrodą im. Kazimierza Wyki. W 1965 otrzymał nagrodę resortową III stopnia. W 1967 wyróżniony Nagrodą miasta Krakowa. Odznaczony m.in. Krzyżem Oficerskim Orderu Odrodzenia Polski oraz  Krzyżem Kawalerskim Orderu Odrodzenia Polski. Został pochowany na Cmentarzu Salwatorskim w Krakowie.